# Římskokatolická farnost Malé Svatoňovice
Římskokatolická farnost Malé Svatoňovice je územním společenstvím římských katolíků v rámci trutnovského vikariátu královéhradecké diecéze.

## O farnosti

### Historie
Sedmipramenná studánka ve Svatoňovicích bývala známa dávno před vznikem obce a farnosti. Za třicetileté války se při ní ukrývali lidé. V roce 1715 zde došlo k zázračnému uzdravení Davida Dröschela z epilepsie. Od té doby se z Malých Svatoňovic stalo poutní místo. Kněžna Anna Marie Viktorie Piccolomini zde nechala vystavět barokní kapli. Ta byla v roce 1733 rozšířena na kostel. Další přestavba kostela proběhla v letech 1830-1832. Poutní místo původně spravoval kněz-fundatista, podřízený faráři v Úpici. V roce 1892 byl postaven dům pro kněze, hovorově označovaný jako fara, ač farnost v pravém slova smyslu byla v Malých Svatoňovicích zřízena až k 1. prosinci roku 2012.

### Přehled duchovních správců

##### Fundatisté a rektoři
- 1829–1831 R.D. Josef Regner-Havlovický (zámecký kaplan v Náchodě, pověřený péčí o poutní místo)
- 1837–1869 R.D. František Serafinský Vaníček (lokalista)
- 1870–1873 R.D. Ferdinand Coufalík (fundatista)
- 1890–1891 R.D. Petr Pavel Slavík (fundatista)
- 1891–1894 R.D. Karel Bauch (fundatista)
- 1894–1896 R.D. František Vilém Bakeš (fundatista)
- 1914–1916 R.D. Stanislav Hlína (fundatista)
- 1919–1930 R.D. Ladislav Dragoun (fundatista)
- 1930–1933 R.D. Josef Vorlička (fundatista)
- 1933–1943 R.D. ThDr. Jan Růžička (fundatista)
- 1944–1945 R.D. Imrich Gallovič (fundatista)
- 1945–1961 R.D. Jan Nádvorník (fundatista)
- 1961–1974 R.D. Jaromír Röhrich (fundatista)
- 1974–1987 R.D. Ladislav Kocián (fundatista)
- 1989–1991 R.D. Václav Hušek (rektor duchovní správy)
- 1994–2010 R.D. Václav Hejčl (rektor duchovní správy)
- 2010–2012 R.D. Ladislav Hojný (rektor duchovní správy)

##### Faráři
- od 1. prosince 2012 R.D. Ladislav Hojný (prvo-farář)

### Současnost
Farnost má sídelního duchovního správce, který rovněž ex currendo spravuje farnost Rtyně v Podkrkonoší.
| Kostel                           | Místo            | Bohoslužba                              | Bohoslužba       | Poznámka     |
| -------------------------------- | ---------------- | --------------------------------------- | ---------------- | ------------ |
| Kostel Sedmi radostí Panny Marie | Malé Svatoňovice | neděle úterý čtvrtek 1. sobota v měsíci | 10.30 18.00 8.30 | farní kostel |